# Пливање на Летњим олимпијским играма 2024 — 100 м делфин за мушкарце
Трке на 100 метара делфин стилом за мушкарце на Летњим олимпијским играма 2024. одржале су се 2. августа (квалификације и полуфинале) и 3. августа (финале) на базену Дефанс арене у Паризу. Трка на 100 метара делфин стилом је по 15. пут била део званичног олимпијског програма од њеног званичног дебија на ЛОИ 1968. године. 
За трке у овој дисциплини било је пријављено 40 такмичара из 31 земље. 
Титулу олимписјког победника освојио је Мађар Криштоф Милак, што је уједно и прва златна олимпијска медаља у историји ове дисциплине за ту земљу, у обе конкуренције. Сребрну и бронзану медаљу освојили су репрезентативци Канаде Џош Лијендо и Иља Харун.

## Освајачи медаља
|                     | Резултат |                   | Резултат |                 | Резултат |
|                     |          |                   |          |                 |          |
| Криштоф Милак (HUN) | 49.90    | Џош Лијендо (CAN) | 49.99    | Иља Харун (CAN) | 50.45    |

## Званични рекорди
Пре почетка такмичења, званични рекорди у овој дисциплини су били следећи:
|                      | Име                 | Резултат | Место         | Датум         |
| -------------------- | ------------------- | -------- | ------------- | ------------- |
| Светски рекорд СР    | Кајлеб Дресел (САД) | 49.45    | Токио (Јапан) | 31. јул 2021. |
| Олимпијски рекорд ОР | Кајлеб Дресел (САД) | 49.45    | Токио (Јапан) | 31. јул 2021. |

## Квалификационе норме
Квалификациона норма за учешће у овој дисциплини износила је 51.67 и сви пливачи који су испливали трку у том времену на неком од званичних такмичења у периоду између 1. марта 2023. и 23. јуна 2024, стекли су право да учествују на Ирама у Паризу. У случају да довољан број пливача нема испливану квалификациону норму, следећи параметар је било селекционо време од 51.93 секунди. Свака од земаља је имала право да учествује са по максимално два такмичара по дисциплини, под условом да оба такмичара имају испливану квалификациону норму. Одређен број учесничких квота је попуњен на основу специјалних позивница земљама које немају квалификованих спортиста у пливању.

## Резултати квалификација
Квалификационе трке у дисциплини 100 метара делфин стилом за мушкарце су пливане 2. августа у јутарњем делу програма, са почетком од 11.00 часова по локалном времену (UTC+2). У квалификацијама је учествовало 40 пливача из 31 земље, пливало се у 5 квалификационих група, а директан пласман у полуфинале остварило је 16 пливача са најбољим резултатима.
| Пласман | Трка | Стаза | Пливач                   | НОК                       | Резултат | Нап. |
| ------- | ---- | ----- | ------------------------ | ------------------------- | -------- | ---- |
| 1.      | 3    | 5     | Криштоф Милак            | Мађарска                  | 50.19    | КВ   |
| 2.      | 5    | 4     | Џош Лијендо              | Канада                    | 50.55    | КВ   |
| 3.      | 3    | 4     | Ное Понти                | Швајцарска                | 50.65    | КВ   |
| 3.      | 4    | 4     | Максим Грусо             | Француска                 | 50.65    | КВ   |
| 5.      | 5    | 2     | Иља Харун                | Канада                    | 50.71    | КВ   |
| 6.      | 5    | 5     | Кајлеб Дресел            | Сједињене Америчке Државе | 50.83    | КВ   |
| 7.      | 4    | 5     | Метју Темпл              | Аустралија                | 50.89    | КВ   |
| 8.      | 5    | 3     | Нилс Корстање            | Холандија                 | 51.17    | КВ   |
| 9.      | 4    | 6     | Јакуб Мајерски           | Пољска                    | 51.18    | КВ   |
| 10.     | 3    | 6     | Гал Коен Груми           | Израел                    | 51.30    | КВ   |
| 11.     | 5    | 1     | Бен Армбрустер           | Аустралија                | 51.33    | КВ   |
| 12.     | 5    | 6     | Кацухиро Мацумото        | Јапан                     | 51.43    | КВ   |
| 13.     | 4    | 7     | Симон Бухер              | Аустрија                  | 51.55    | КВ   |
| 14.     | 3    | 3     | Хуберт Кош               | Мађарска                  | 51.58    | КВ   |
| 15.     | 4    | 1     | Наоки Мизунума           | Јапан                     | 51.62    | КВ   |
| 15.     | 5    | 7     | Клеман Сеши              | Француска                 | 51.62    | КВ   |
| 17.     | 3    | 8     | Јосиф Миладинов          | Бугарска                  | 51.77    |      |
| 18.     | 4    | 3     | Томас Хејлман            | Сједињене Америчке Државе | 51.82    |      |
| 19.     | 2    | 6     | Суен Ђађуен              | Кина                      | 51.85    |      |
| 20.     | 3    | 2     | Диого Рибеиро            | Португалија               | 51.90    |      |
| 21.     | 4    | 2     | Томер Франкел            | Израел                    | 51.94    |      |
| 22.     | 4    | 8     | Кајки Мота               | Бразил                    | 52.11    |      |
| 23.     | 5    | 8     | Џејмс Гај                | Уједињено Краљевство      | 52.23    |      |
| 24.     | 2    | 5     | Чад ле Кло               | Јужноафричка Република    | 52.24    |      |
| 25.     | 2    | 4     | Марио Моља               | Шпанија                   | 52.27    |      |
| 26.     | 3    | 7     | Ванг Чангао              | Кина                      | 52.37    |      |
| 27.     | 3    | 1     | Данијел Грацик           | Чешка                     | 52.61    |      |
| 28.     | 2    | 3     | Кај Винклер              | Немачка                   | 52.64    |      |
| 29.     | 2    | 7     | Адилбек Мусин            | Казахстан                 | 52.74    |      |
| 30.     | 1    | 2     | Никола Миљенић           | Хрватска                  | 53.32    |      |
| 31.     | 1    | 3     | Џеси Суби Сенгози        | Уганда                    | 53.76    |      |
| 32.     | 2    | 1     | Камерон Греј             | Нови Зеланд               | 53.83    |      |
| 33.     | 1    | 5     | Џои Курнијаван           | Индонезија                | 53.95    |      |
| 34.     | 1    | 4     | Милош Миленковић         | Црна Гора                 | 54.26    |      |
| 35.     | 2    | 2     | Метју Сејтс              | Јужноафричка Република    | 54.53    |      |
| 36.     | 1    | 6     | Џош Кирлев               | Јамајка                   | 54.66    |      |
| 36.     | 2    | 8     | Џерод Хеч                | Филипини                  | 54.66    |      |
| 38.     | 1    | 7     | Оскар Сјуза Пејре Митила | Руанда                    | 58.77    |      |
| 39.     | 1    | 1     | Хасан ел Зинке           | Ирак                      | 1:00.23  |      |
| 40.     | 1    | 8     | Јусуф Насер              | Јемен                     | 1:08.72  |      |

## Резултати полуфинала
Полуфиналне трке су пливане 2. августа у вечерњем делу програма, са почетком од 21.05 часова по локалном времену. Директан пласман у финале остварило је 8 пливача са најбољим резултатима полуфинала.
| Пласман | Трка | Стаза | Пливач            | НОК                       | Резултат | Нап.  |
| ------- | ---- | ----- | ----------------- | ------------------------- | -------- | ----- |
| 1.      | 2    | 4     | Криштоф Милак     | Мађарска                  | 50.38    | КВ    |
| 2.      | 1    | 5     | Максим Грусо      | Француска                 | 50.41    | КВ    |
| 3.      | 1    | 4     | Џош Лијендо       | Канада                    | 50.42    | КВ    |
| 4.      | 1    | 6     | Нилс Корстање     | Холандија                 | 50.59    | КВ НР |
| 5.      | 2    | 5     | Ное Понти         | Швајцарска                | 50.60    | КВ    |
| 6.      | 2    | 3     | Иља Харун         | Канада                    | 50.68    | КВ    |
| 7.      | 2    | 6     | Метју Темпл       | Аустралија                | 50.95    | КВ    |
| 8.      | 2    | 8     | Наоки Мизунума    | Јапан                     | 51.08    | КВ    |
| 9.      | 2    | 7     | Бен Армбрустер    | Аустралија                | 51.17    |       |
| 10.     | 2    | 1     | Симон Бухер       | Аустрија                  | 51.35    |       |
| 11.     | 2    | 2     | Јакуб Мајерски    | Пољска                    | 51.37    |       |
| 12.     | 1    | 2     | Гал Коен Груми    | Израел                    | 51.48    |       |
| 13.     | 1    | 3     | Кајлеб Дресел     | Сједињене Америчке Државе | 51.57    |       |
| 14.     | 1    | 8     | Клеман Сеши       | Француска                 | 51.58    |       |
| 15.     | 1    | 7     | Кацухиро Мацумото | Јапан                     | 51.69    |       |
| 16.     | 1    | 1     | Хуберт Кош        | Мађарска                  | 52.22    |       |

## Резултати финала
Финална трка је пливана 3. августа у вечерњем делу програма, са почетком од 20.30 по локалном времену.
| Пласман | Стаза | Пливач         | НОК        | Резултат | Нап. |
| ------- | ----- | -------------- | ---------- | -------- | ---- |
|         | 4     | Криштоф Милак  | Мађарска   | 49.90    |      |
| 2       | 3     | Џош Лијендо    | Канада     | 49.99    | НР   |
| 3       | 7     | Иља Харун      | Канада     | 50.45    |      |
| 4.      | 2     | Ное Понти      | Швајцарска | 50.55    |      |
| 5.      | 5     | Максим Грусо   | Француска  | 50.75    |      |
| 6.      | 6     | Нилс Корстање  | Холандија  | 50.83    |      |
| 7.      | 1     | Метју Темпл    | Аустралија | 51.10    |      |
| 8.      | 8     | Наоки Мизунума | Јапан      | 51.11    |      |